# Klaus Spannenkrebs
Klaus Spannenkrebs (* 2. Juli 1952) ist ein ehemaliger deutscher Fußballspieler. Der Offensivspieler hat beim Wuppertaler SV in der Saison 1972/73 ein Spiel in der Fußball-Bundesliga absolviert.

## Laufbahn
Der ehemalige Jugend- und Amateurspieler des Wuppertaler SV kam wie sein Jahrgangskollege Peter Redder in der Saison 1972/73 unter Trainer Horst Buhtz in der Fußball-Bundesliga zum Einsatz. Am 2. Dezember 1972, bei einem 5:1-Heimerfolg gegen den Hamburger SV, wurde er in der 84. Minute für Bernhard Hermes eingewechselt. Im Verlauf der Hinrunde 1973/74 ging er sportlich einen Schritt zurück und schloss sich dem SV Südwest Ludwigshafen in der zweitklassigen Fußball-Regionalliga Südwest an. Sein erstes Regionalligaspiel bestritt der Mann aus Wuppertal am 24. November 1973 bei einem 1:1-Heimremis gegen den ASV Landau. Unter Trainer Horst Kunzmann absolvierte er an der Seite von Mitspielern wie Manfred Grimm und Stefan Groß 15 Ligaspiele und erzielte zwei Tore beim Erreichen des 11. Tabellenranges.
Zum Debüt der 2. Fußball-Bundesliga lief er in der Saison 1974/75 wie auch sein Angriffskollege Manfred Grimm beim VfR Heilbronn auf. Er debütierte am ersten Spieltag der 2. Bundesliga, am 10. August 1974, bei einer 0:1-Auswärtsniederlage beim SV Waldhof Mannheim an der Seite von Mitspielern wie Torhüter Karl Hrynda, Libero Reinhold Fanz, Vorstopper Klaus Kubasik und den Angreifern Karl-Heinz Frey und Grimm. Am vierten und fünften Rundenspieltag erzielte er jeweils den 1:0-Siegtreffer bei den Spielen gegen den FC Bayern Hof und Röchling Völklingen. Er beendete aber bereits Ende November nach neun Zweitligaeinsätzen mit zwei Toren seine Tätigkeit beim VfR Heilbronn und schloss sich der abstiegsgefährdeten Wormatia Worms an. Sein erstes Spiel für Worm bestritt Spannenkrebs am 15. Dezember 1974 bei einer 2:3-Auswärtsniederlage beim FSV Mainz 05. Am Rundenende stieg Spannenkrebs mit Worms als 19. in das Amateurlager ab; er hatte unter den Trainern Radoslav Momirski, Slavko Stojanovic (Interim) und Karl-Heinz Schmal in 19 Zweitligapartien an der Seite von Mitspielern wie Udo Böhs, Klaus Ondera, Walfried Günther und Heiner Schmieh drei Tore erzielt. Spannenkrebs lief weiterhin für Worms auf und gewann mit der Wormatia in den Runden 1975/76 und 1976/77 jeweils die Meisterschaft in der 1. Amateurliga Südwest. In der Aufstiegsrunde 1977 setzte er sich mit seinen Mannschaftskameraden gegen die Konkurrenten Borussia Neunkirchen und TuS Neuendorf durch und zog damit mit Worms wieder in die 2. Bundesliga ein.
Wegen langwieriger Verletzungsfolgen bestritt er 1977/78 kein Punktspiel und konnte lediglich beim sensationellen Erreichen des 3. Ranges 1978/79 in der 2. Bundesliga in drei Kurzeinsätzen gegen den SC Freiburg, Kickers Offenbach und SV Waldhof nochmals für Worms aktiv sein. In der Runde 1979/80 folgte eine Saison beim SV Kuppenheim in der Fußball-Oberliga Baden-Württemberg, wo er unter Trainer Peter Koßmann und neben Mitspielern wie Klaus Beverungen und Bernhard Metz 16 Ligaspiele absolvierte. Spannenkrebs unterschrieb beim Aufsteiger in die 2. Bundesliga, dem VfB Eppingen, zur Saison 1980/81 einen neuen Vertrag und wechselte in den Kraichgau. Er lief unter Trainer Heiner Ueberle in 19 Zweitligaspielen (2 Tore) an der Seite von Torhüter Volker Gebhard, Erwin Rupp und Klaus Teichmann auf, stieg mit Eppingen aber auf dem 20. Rang ab.
Insgesamt absolvierte Spannenkrebs in den Jahren 1974 bis 1981 in der 2. Fußball-Bundesliga 50 Ligaspiele und erzielte dabei sieben Tore. Von 1981 bis 1986 folgten noch die Amateurstationen beim FC Erbach und SV Horchheim.

## Stationen
- 1972–1974 Wuppertaler SV
- 1974–1974 VfR Heilbronn
- 1974–1979 Wormatia Worms
- 1979–1980 SV Kuppenheim
- 1980–1981 VfB Eppingen